# Enicospilus ruskini
Enicospilus ruskini är en stekelart som först beskrevs av Girault 1925.  Enicospilus ruskini ingår i släktet Enicospilus och familjen brokparasitsteklar. Inga underarter finns listade i Catalogue of Life.